# Picles fritos

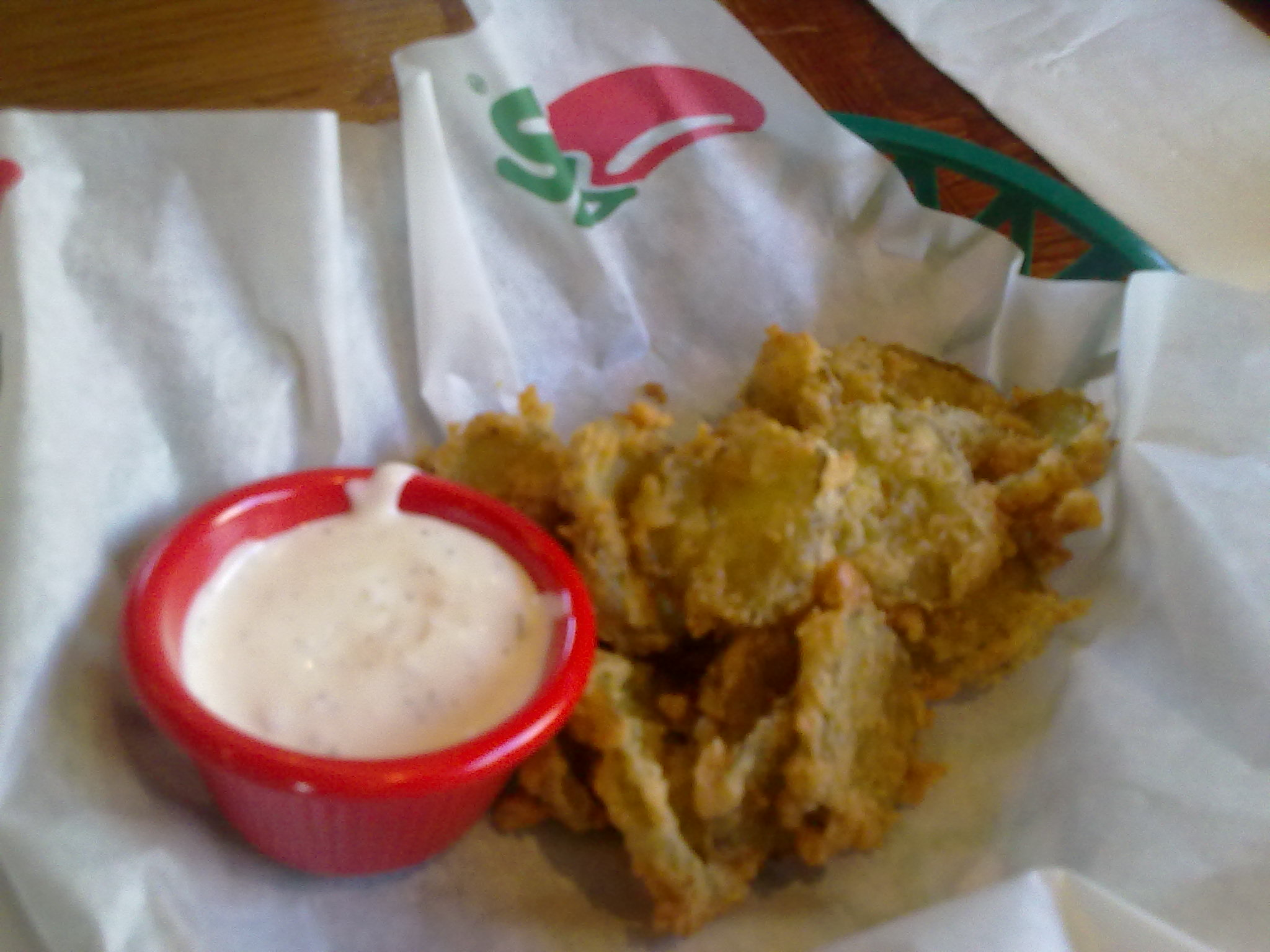
Picles fritos

Picles fritos (ou fried pickles em inglês) são uma iguaria típica da culinária do sul dos Estados Unidos. São preparados através da fritura de rodelas de picles de pepino com polme.
Esta especialidade teve a sua origem em 1963, tendo sido popularizada por Bernell "Fatman" Austin na cidade de Atkins, no estado do Arcansas.
Os picles fritos são servidos em festivais gastronómicos e figuram também nos menus de restaurantes independentes e de restaurantes de cadeias norte-americanas.
Podem ser consumidos como aperitivo ou como acompanhamento de outros pratos.